# Hajdúböszörmény
Hajdúböszörmény é uma cidade da Hungria, situada no condado de Hajdú-Bihar. Tem 370,76 km² de área e sua população em 2019 foi estimada em 30.704 habitantes.